# Hajen (1917)
Hajen (H), officiellt HM Ubåt Hajen, var en ubåt i den svenska flottan som sjösattes 1917. Ubåten var den andra i svensk tjänst som skulle döpas till Hajen. Den var av Hajen II-klass där Sälen och Valrossen även ingick. Hajen togs ur tjänst den 19 mars 1943.
1927 genomförde Hajen en långreseexpedition till San Sebastian tillsammans med ubåtarna Valrossen, Bävern och Uttern.